# Altava
Altava fou una antiga ciutat romana situada a l'actual Ouled Mimoun, a Algèria. Fou capital del Regne mauroromà. Durant l'ocupació francesa, el francesos li deien Lamoricière.

## Història
Altava es troba a l'oest de la Mauritània Cesària, a l'estratègica via romana de Tebessa (Theveste) a Numerus Syrorum (actual Maghnia, a Algèria). Durant el regnat de l'emperador romà Septimi Sever, la ciutat estava poblada sobretot per amazics i tenia una petita guarnició romana. La guarnició, segons l'historiador M. Ruiu, fou la Cohors II Sardorum i protegia el nou limes de l'Imperi romà, traslladat cap al sud des de les costes mediterrànies fins a una via militar anomenada Nova Praetentura. Aquesta carretera va des de Rapidum a Numídia fins a Altava i Numerus Syrorum a la frontera de Mauritània Tingitana.
Altava, segons l'historiador Lawless, era un vicus (petit assentament) que obtingué un estatus independent del castrum (fortalesa) de la guarnició; tenia un gran fòrum i un important temple pagà, més tard convertit en una església cristiana (que mostra la creixent presència del cristianisme entre els amazics). L'assentament romà ocupava una superfície de gairebé 13 hectàrees i ara està envoltat de granges.
Després de la invasió vàndala del 429, Altava esdevingué la capital d'un estat amazic independent, oficialment anomenat Regne mauroromà, situat a prop de Mauritania Cesarea i Mauritania Tingitana, a certa distància del Regne vàndal. Malgrat ser un règim polític amazic, pren prestada l'estructura sociocultural, militar i religiosa de l'Imperi romà.